# 그리스도께서 부활하셨네

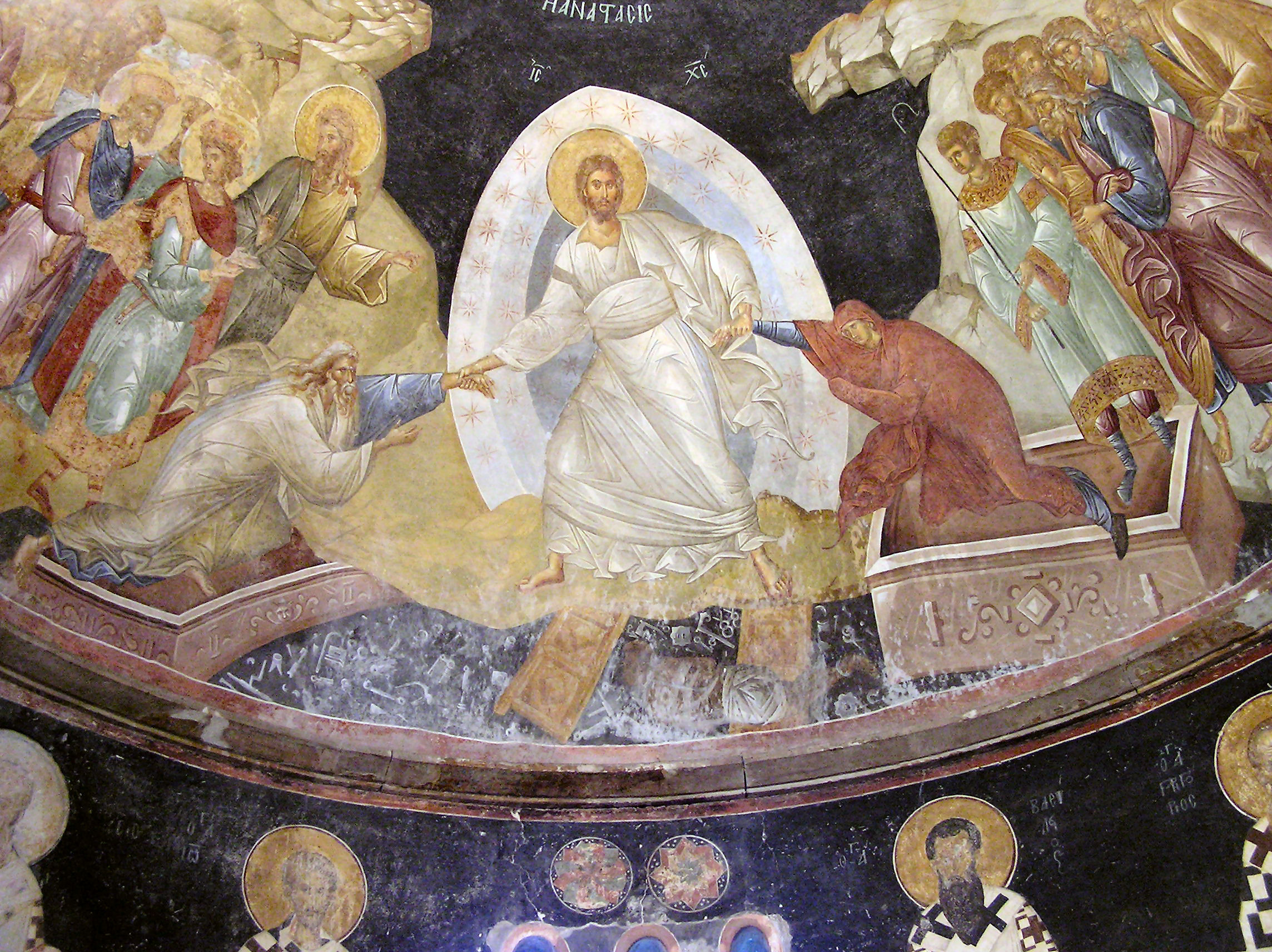
정교회에서는 성토요일에 "그리스도께서 지하에 내려가심"을 기념한다.

그리스도께서 부활하셨네(그리스어: Χριστός Ανέστη) 또는 부활절 트로파리온은 정교회에서 부활절을 축하하는 유명한 트로파리온이다. 부활절 전언의 핵심으로 여겨진다.

## 본문
Χριστὸς ἀνέστη ἐκ νεκρῶν,

θανάτῳ θάνατον πατήσας,

καὶ τοῖς ἐν τοῖς μνήμασι,

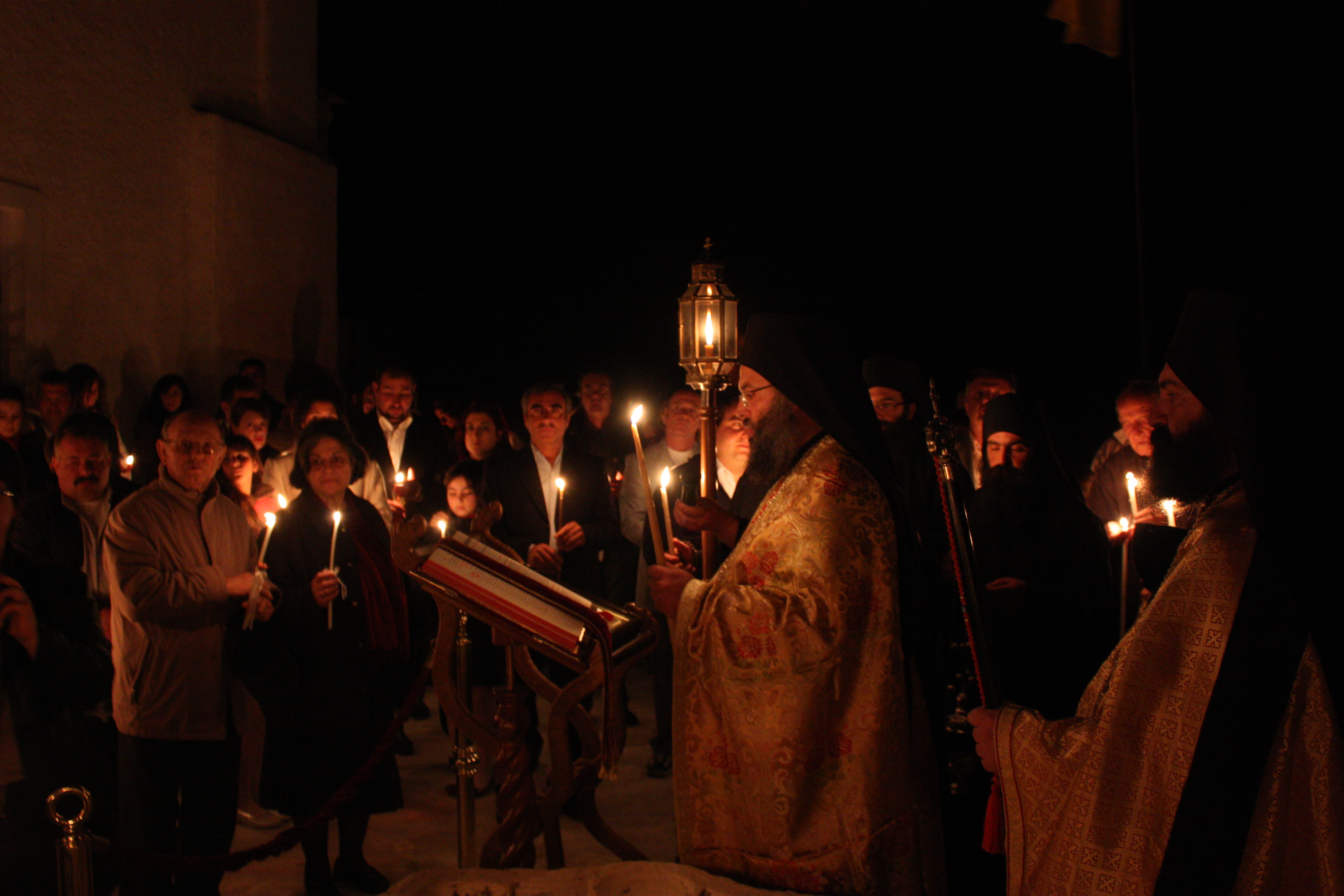
부활절 전례 마지막에 "그리스도께서 부활하셨네"라는 소리가 들린다.

ζωὴν χαρισάμενος!

그리스도께서 부활하셨네,

죽음으로 죽음을 멸하시고,

무덤에 있는 자들에게

생명을 베푸셨나이다!